# تراتوریا

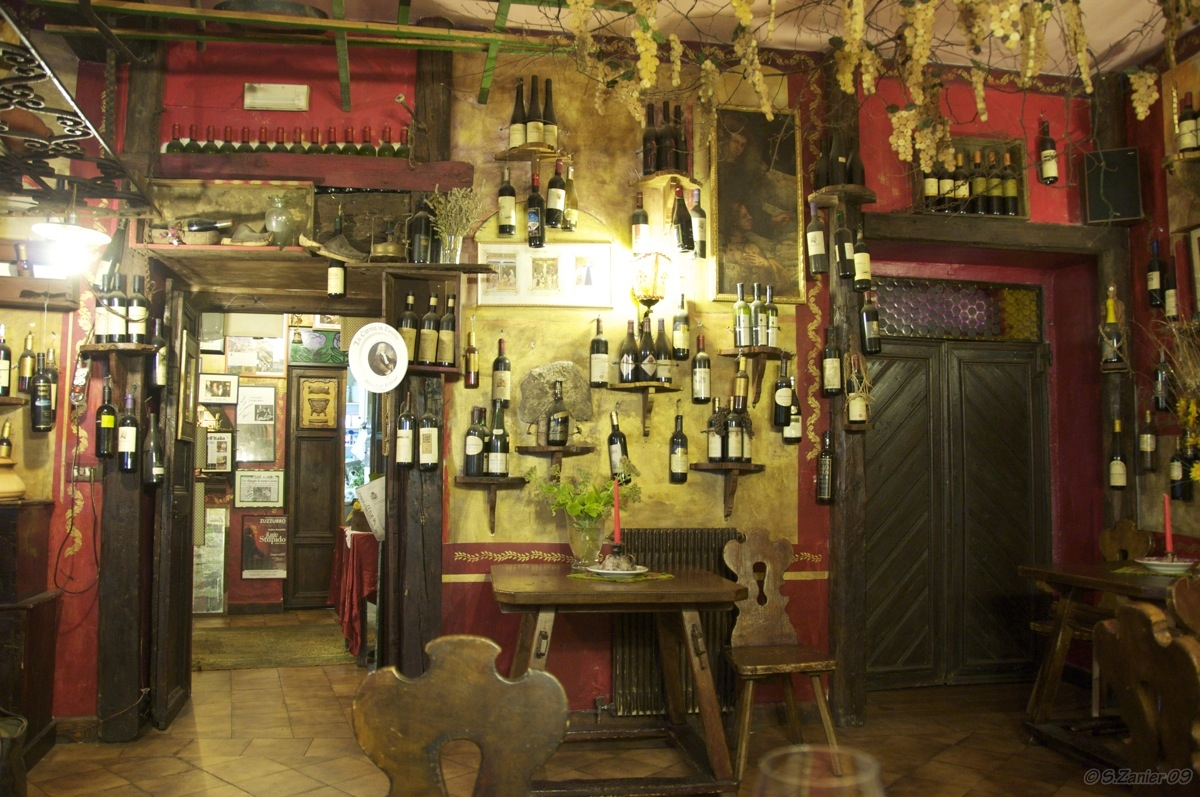
یک تراتوریا

تراتوریا (به لاتین: Trattoria) یک نوع اغذیه فروشی در ایتالیاست که به اندازهٔ رستوران رسمی نیست. معمولاً منوی غذای چاپ شده‌ای وجود ندارد. قیمت‌ها ارزان‌تر است و محیط خودمانی دارد. غذا معمولاً ساده و به دور از تشریفات سرو می‌شود و معمولاً غذاهای محلی و خانگی پخت می‌شود.